# Асбат аль-Ансар
Асбат аль-Ансар (араб. عصبة الأنصار, англ. Asbat an-Ansar або англ. Osbat al-Ansar) — ісламська фундаменталістська терористична організація сунітського напрямку. Організація була створена у 1985 році шейхом Хішамом Шрейді зі штаб-квартирою в палестинському таборі «Айн аль-Хільва», що в районі м. Сідон, Ліван. Верховний суд РФ визнав організацію терористичною і заборонив її діяльність на території Російської Федерації. Бійці угруповання за деякими даними були причетні до викрадення російських дипломатів в Іраці.